# پاتریک منی

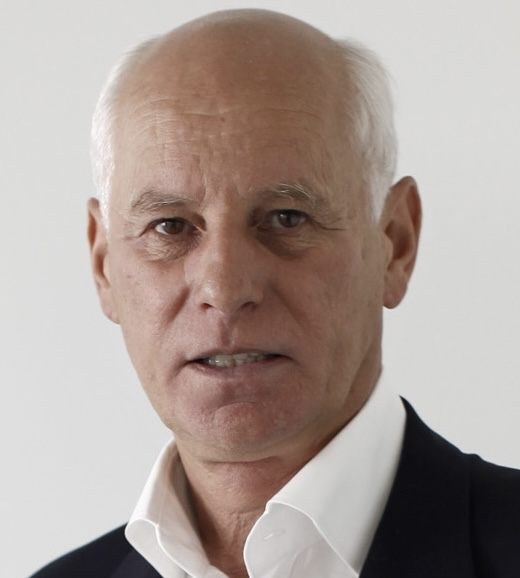
پاتریک منی

پاتریک منی روزنامه‌نگار فرانسوی است. او در سال ۱۹۴۸ در کورسنت متولد شد. فعالیت خود را به‌عنوان روزنامه‌نگار از سال ۱۹۷۲ و در روزنامه نیس متن آغاز کرد. او در سال ۱۹۷۳ به خبرگزاری فرانسه (AFP) پیوست و در این خبرگزاری به‌عنوان خبرنگار در رم (۱۹۷۴–۱۹۷۹)، فرستاده ویژه در ایران در جریان انقلاب اسلامی (۱۹۷۹–۱۹۸۰)، خبرنگار در مسکو (۱۹۸۰–۱۹۸۳)، و فرستاده ویژه در لبنان در زمان جنگ داخلی لبنان فعالیت داشت. او همچنین تلویزیون خبرگزاری فرانسه (AFP-TV) را راه‌اندازی کرد.
پاتریک منی در سال ۱۹۸۳ به‌دلیل گزارش‌های خود از شوروی سابق، جایزه آلبر لوندس را دریافت کرد. او در سال ۱۹۸۶ به‌عنوان مدیرکل گاما تی‌وی منصوب شد و در سال ۱۹۹۰ مدیرکل آکادمی کارات شد که توسط کارات اسپیس تأسیس شده بود. او همچنین در تی‌اف۱ به‌عنوان برنامه‌ریز، تهیه‌کننده و مجری در برنامه‌هایی مانند «نقاط داغ» (Points Chauds)، «در جستجوی حقیقت» (En Quête de Vérité)، «پشت‌صحنه سرنوشت» (Les coulisses du Destin)، «شاهد شماره ۱» (Témoins n°۱)، و «مشاهیر» (Célébrités) فعالیت داشت.
او در سال ۲۰۰۰ شرکت «بی هیپی پروداکشنز» (Be Happy Productions) را تأسیس کرد و برنامه‌هایی همچون «ورود ممنوع» (Défense d’entrer)، «این مرا خشمگین می‌کند!» (Ça me révolte!)، «باید به آن فکر می‌کردی!» (Fallait y penser!)، «پرستار فوق‌العاده» (Supernanny)، «مسائل خانوادگی» (Affaires de famille)، «بله سرآشپز!» (Oui Chef!)، «به شما می‌گوییم چرا» (On vous dit pourquoi)، و «غوطه‌وری کامل» (Immersion totale) را تولید کرد. این برنامه‌ها در شبکه‌های تی‌اف۱، فرانس ۲، فرانس ۳ و ام۶ پخش شدند. او سپس شرکت خود را فروخت و به حرفه روزنامه‌نگاری بازگشت و در سال‌های ۲۰۱۰ تا ۲۰۱۱ در روزنامه فرانس سوآر سمت مدیریتی داشت.
پاتریک منی بیش از ده کتاب در ژانرهای داستانی و غیرداستانی نوشته است که برخی از آن‌ها از پرفروش‌ترین‌ها بوده‌اند، مانند: حتی قاتلان هم مادری دارند (Même les tueurs ont une mère)، دستان بریده تایگا (Les mains coupées de la Taïga)، کلپتوکراسی (La Kleptocratie)، نه! (Niet!) (برنده جایزه خانه‌های مطبوعاتی)، توفان (La Rafale) (برنده جایزه کتاب تابستان)، و دزدان معصومیت (Les voleurs d'innocence).
در سال ۲۰۱۲، او به‌عنوان تهیه‌کننده در «تی‌سی‌وی تلویزیون» (TCV Télévision) مشغول به کار شد.